# East Lake-Orient Park
East Lake-Orient Park és una concentració de població designada pel cens dels Estats Units a l'estat de Florida. Segons el cens del 2000 tenia 5.703 habitants.

## Demografia
Segons el cens del 2000, East Lake-Orient Park tenia 5.703 habitants, 1.998 habitatges, i 1.474 famílies. La densitat de població era de 502,7 habitants/km².
Dels 1.998 habitatges en un 35,4% hi vivien nens de menys de 18 anys, en un 48,1% hi vivien parelles casades, en un 19% dones solteres, i en un 26,2% no eren unitats familiars. En el 20,3% dels habitatges hi vivien persones soles el 6,8% de les quals corresponia a persones de 65 anys o més que vivien soles. El nombre mitjà de persones vivint en cada habitatge era de 2,85 i el nombre mitjà de persones que vivien en cada família era de 3,24.
Per edats la població es repartia de la següent manera: un 28,9% tenia menys de 18 anys, un 8,7% entre 18 i 24, un 29% entre 25 i 44, un 23,7% de 45 a 60 i un 9,7% 65 anys o més.
L'edat mediana era de 34 anys. Per cada 100 dones de 18 o més anys hi havia 93,3 homes.
La renda mediana per habitatge era de 34.352 $ i la renda mediana per família de 36.750 $. Els homes tenien una renda mediana de 27.434 $ mentre que les dones 21.935 $. La renda per capita de la població era de 14.489 $. Entorn de l'11,4% de les famílies i el 14,6% de la població estaven per davall del llindar de pobresa.

## Poblacions més properes
El següent diagrama mostra les poblacions més properes.